# Zemo Kornisi
Zemo Kornisi (en georgiano: ზემო ყორნისი; en ruso: Верхний Корнис; en osetio: Уæллаг Хъорнис, romanizado: Uallag Jornis) es una aldea que pertenece a la parcialmente reconocida República de Osetia del Sur, parte del distrito de Znaur, aunque de iure pertenece al municipio de Tighvi de la región de Iberia Interior de Georgia.

## Geografía
Zemo Kornisi se encuentra a orillas del río, a 1,4 kilómetros de Kornisi. 

## Historia
De 1922 a 1990, formó parte del distrito de Znaur del óblast autónomo de Osetia del Sur. De 1990 a 2006, formó parte del raión de Kareli y, desde 2006, forma parte del municipio de Tighva. 

## Demografía
La evolución demográfica de Zemo Kornisi entre 1959 y 2015 fue la siguiente:
| 124                                                      | 32 |
| (Fuente: Population of South Ossetia since Soviet times) |    |

Según el censo soviético de 1959, la mayoría de la población local eran osetios.